# Yamatotakada
Yamatotakada (大和高田市, Yamatotakada-shi) est une ville de la préfecture de Nara sur l'île de Honshū au Japon.

## Géographie

### Démographie
Au 1er février 2023, la population de Yamatotakada s'élevait à 62 816 habitants (52,9 % de femmes) répartis sur une superficie de 16,48 km2.

## Histoire
Habitée depuis le Paléolithique, la région a développé une agriculture rizicole dans le bassin fertile de Nara. De grands tombeaux en forme de trou de serrure ont été construits vers l'an 500.
Une famille locale de samouraïs dirige la région pendant la période médiévale, mais le seigneur Takada est mort des coups de son puissant vassal Oda Nobunaga en 1580. Au début de l'ère moderne, la ville évolua comme une agglomération commerçante avec un temple bouddhiste en son centre.
Avec l'introduction de la civilisation occidentale au Japon, une usine textile moderne s'est établie ici à la fin du XIXe siècle. Dès lors, la ville s'est transformée en un centre moderne de l'industrie du textile.

## Transports
Yamatotakada est desservie par les lignes des compagnies JR West et Kintetsu. Les gares de Takada et Yamato-Takada sont les principales gares de la ville.

## Jumelages
- Lismore, Nouvelle-Galles du Sud, Australie : la ville établit ce jumelage en 1963 par l'entremise d'un père catholique australien[2].